# رینا فرانکتی
رینا فرانکتی (ایتالیایی: Rina Franchetti؛ ‏ ۲۳ دسامبر ۱۹۰۷ – ۱۸ اوت ۲۰۱۰) بازیگر اهل ایتالیا بود.
از فیلم‌هایی که وی در آن نقش داشته است، می‌توان به باکره کوچک، وقتی عشق شهوت است، زندگی شیرین، شماره یک، باراباس، توتو تارزان، قلب و روح، مردی با چهره عجیب به‌دنبال توست تا تو را بکشد و فرشته سپید اشاره کرد.